# مايكل محمد نايت
مايكل محمد نايت (بالإنجليزية: Michael Muhammad Knight)‏ (1977)؛ صحفي، كاتب وروائي أمريكي.

## روابط خارجية
- مايكل محمد نايت على موقع IMDb (الإنجليزية)
- مايكل محمد نايت على موقع ألو سيني (الفرنسية)
- مايكل محمد نايت على موقع أول موفي (الإنجليزية)
- مايكل محمد نايت على موقع قاعدة بيانات الفيلم (الإنجليزية)
- مايكل محمد نايت على موقع كينوبويسك (الروسية)